# Кобылинка (приток Красивой Мечи)
Кобылинка (Яндовка) — река в России, протекает в Ефремовском районе Тульской области. Правый приток Красивой Мечи.

## География
Река Кобылинка берёт начало у села Яндовка. Течёт на север. На местности у впадения р. Замарайка в Кобылинку находится село Ключевое (до 1961 года — Замарайка).
Устье реки находится у деревни Кытино в 115 км от устья реки Красивая Меча по правому берегу. Длина реки составляет 31 км, площадь водосборного бассейна — 240 км².

## Данные водного реестра
По данным государственного водного реестра России относится к Донскому бассейновому округу, водохозяйственный участок реки — Красивая Меча, речной подбассейн реки — бассейны притоков Дона до впадения Хопра. Речной бассейн реки — Дон (российская часть бассейна).
Код объекта в государственном водном реестре — 05010100112107000000719.